# TNA+ Monthly Specials

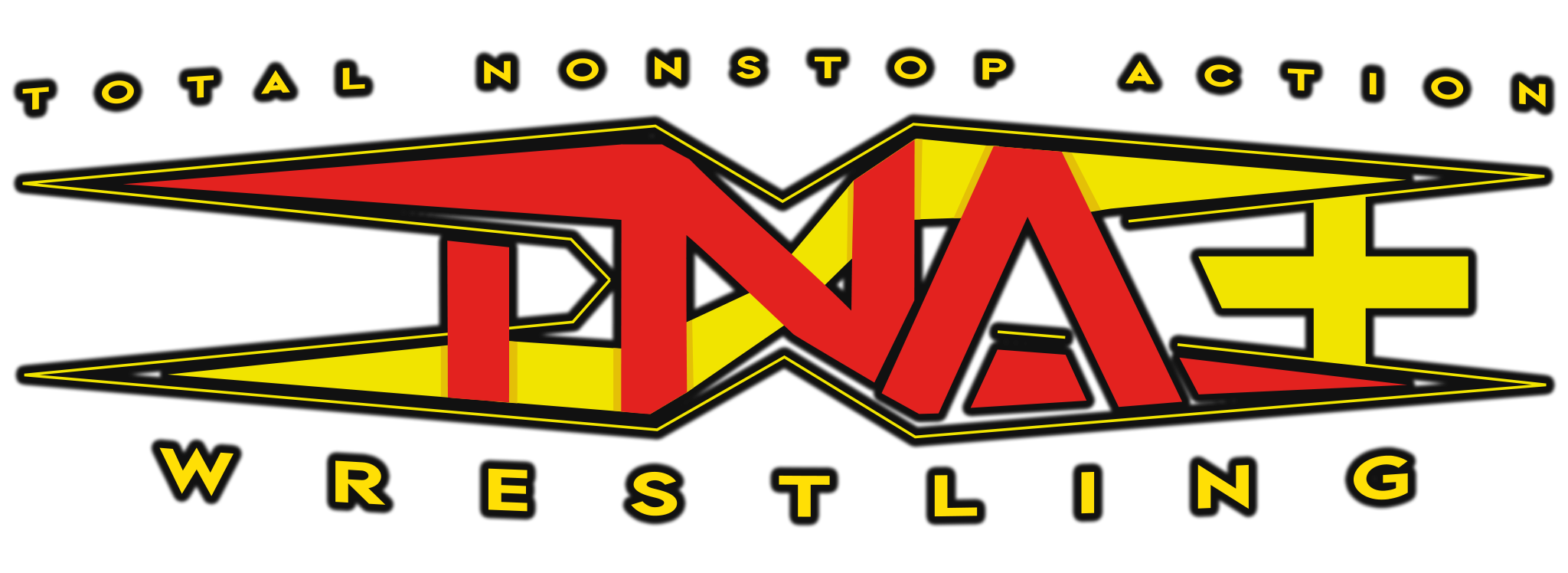
Logo TNA+

TNA+ Monthly Specials – cykl comiesięcznych gal wrestlingu, organizowanych przez federację Total Nonstop Action Wrestling i emitowanych w serwisie strumieniowym – TNA+ (formalnie znane jako Impact Plus). Uruchomienie serwisu ogłoszono 28 kwietnia 2019 podczas gali Rebellion (wtedy pod nazwą Impact Wrestling), jednocześnie zastąpił on dotychczasową platformę – Global Wrestling Network. TNA+ Monthly Specials są kontynuacją gal One Night Only.

## Lista gal

### 2019
| Gala                   | Data                 | Miejsce                 | Hala                               | Walka wieczoru |
| ---------------------- | -------------------- | ----------------------- | ---------------------------------- | --- |
| Code Red               | 5 maja 2019          | Nowy Jork, Nowy Jork    | NYC Arena                          | Sami Callihan vs. Tommy Dreamer oVe Rules match                                                                           |
| A Night You Can’t Mist | 8 czerwca 2019       | Filadelfia, Pensylwania | 2300 Arena                         | Johnny Impact i Michael Elgin vs. The Great Muta i Tommy Dreamer Tag team match                                           |
| Bash at the Brewery    | 5 lipca 2019         | San Antonio, Teksas     | Freetail Brewing Company           | Rob Van Dam vs. Sami Callihan Singles match                                                                               |
| Unbreakable            | 2 sierpnia 2019      | Santa Ana, Kalifornia   | Esports Arena                      | Sami Callihan vs. Tessa Blanchard Singles match o miano pretendenta do Impact World Championship                          |
| Victory Road           | 14 września 2019     | Enid, Oklahoma          | Stride Bank Center                 | Michael Elgin vs. TJP Singles match                                                                                       |
| Prelude to Glory       | 18 października 2019 | South Bend, Indiana     | Palais Royale                      | Naomichi Marufuji, Rhino i Rob Van Dam vs. The North (Ethan Page i Josh Alexander) i Michael Elgin Six-man tag team match |
| Turning Point          | 9 listopada 2019     | Hazleton, Indiana       | Holy Family Academy                | Sami Callihan (c) vs. Brian Cage Singles match o Impact World Championship                                                |
| No Surrender           | 7 grudnia 2019       | Dayton, Ohio            | The Brightside Music & Event Venue | Sami Callihan (c) vs. Rich Swann Singles match o Impact World Championship                                                |

### 2020
| Gala                  | Data                | Miejsce              | Hala                     | Walka wieczoru |
| --------------------- | ------------------- | -------------------- | ------------------------ | --- |
| Bash at the Brewery 2 | 10 stycznia 2020    | San Antonio, Teksas  | Freetail Brewing Company | Ohio Versus Everything (Dave Crist, Jake Crist, Madman Fulton i Sami Callihan) vs. Brian Cage, Rich Swann, Tessa Blanchard i Willie Mack Eight-person tag team elimination match |
| Sacrifice             | 22 lutego 2020      | Louisville, Kentucky | Davis Arena              | Tessa Blanchard vs. Ace Austin Non-title Champion vs. Champion match |
| Victory Road          | 3 października 2020 | Nashville, Tennessee | Skyway Studios           | Eric Young (c) vs. Eddie Edwars Singles match o Impact World Championship |
| Turning Point         | 14 listopada 2020   | Nashville, Tennessee | Skyway Studios           | Rich Swann (c) vs. Sami Callihan Singles match o Impact World Championship |
| Final Resolution      | 12 grudnia 2020     | Nashville, Tennessee | Skyway Studios           | Rich Swann (c) vs. Chris Bey Singles match o Impact World Championship |

### 2021
| Gala                | Data                | Miejsce                                                     | Hala                                          | Walka wieczoru |
| ------------------- | ------------------- | ----------------------------------------------------------- | --------------------------------------------- | --- |
| Genesis             | 9 stycznia 2021     | Nashville, Tennessee                                        | Skyway Studios                                | Moose vs. Willie Mack „I Quit” match |
| No Surrender        | 13 lutego 2021      | Nashville, Tennessee                                        | Skyway Studios                                | Rich Swann (c) vs. Tommy Dreamer Singles match o Impact World Championship                                                                                                |
| Sacrifice           | 13 marca 2021       | Nashville, Tennessee                                        | Skyway Studios                                | Rich Swann (Impact) vs. Moose (TNA) Singles match unifikujący Impact World Championship i TNA World Heavyweight Championship                                              |
| Hardcore Justice    | 10 kwietnia 2021    | Nashville, Tennessee                                        | Skyway Studios                                | Violent By Design (Eric Young, Joe Doering, Rhino i Deaner) vs. Team Dreamer (Trey Miguel, Rich Swann, Eddie Edwards i Willie Mack) Hardcore War                          |
| Under Siege         | 15 maja 2021        | Nashville, Tennessee                                        | Skyway Studios                                | Moose vs. Chris Sabin vs. Matt Cardona vs. Sami Callihan vs. Trey Miguel vs. Chris Bey Six-way match o miano pretendenta do Impact World Championship na Against All Odds |
| Against All Odds    | 12 czerwca 2021     | Nashville, Tennessee Jacksonville, Floryda (walka wieczoru) | Skyway Studios Daily’s Place (walka wieczoru) | Kenny Omega (c) vs. Moose Singles match o Impact World Championship |
| Homecoming          | 31 lipca 2021       | Nashville, Tennessee                                        | Skyway Studios                                | Eddie Edwards vs. W. Morrissey Hardcore match |
| Emergence           | 20 sierpnia 2021    | Nashville, Tennessee                                        | Skyway Studios                                | Christian Cage (c) vs. Brian Myers Singles match o Impact World Championship                                                                                              |
| Victory Road        | 18 września 2021    | Nashville, Tennessee                                        | Skyway Studios                                | Christian Cage (c) vs. Ace Austin Singles match o Impact World Championship                                                                                               |
| Knockouts Knockdown | 9 października 2021 | Nashville, Tennessee                                        | Skyway Studios                                | Decay (Rosemary i Havok) (c) vs. The Influence (Madison Rayne i Tenille Dashwood) Tag team match o Impact Knockouts Tag Team Championship                                 |
| Turning Point       | 20 listopada 2021   | Sunrise Manor, Nevada                                       | Sam’s Town Live                               | Moose (c) vs. Eddie Edwards Full Metal Mayhem match o Impact World Championship                                                                                           |

### 2022
| Gala             | Data              | Miejsce              | Hala                          | Walka wieczoru |
| ---------------- | ----------------- | -------------------- | ----------------------------- | --- |
| No Surrender     | 19 lutego 2022    | Westwego, Luizjana   | Alario Center                 | Team Impact (Chris Sabin, Rhino, Rich Swann, Steve Maclin i Willie Mack) vs. Honor No More (Matt Taven, Mike Bennett, PCO, Vincent i Kenny King) (z Marią Kanellis) 10-man tag team match |
| Sacrifice        | 5 marca 2022      | Louisville, Kentucky | Paristown Hall                | Moose (c) vs. Heath Singles match o Impact World Championship |
| Under Siege      | 7 maja 2022       | Newport, Kentucky    | Promowest Pavilion at Ovation | Josh Alexander (c) vs. Tomohiro Ishii Singles match o Impact World Championship |
| Against All Odds | 1 lipca 2022      | Atlanta, Georgia     | Center Stage                  | Josh Alexander (c) vs. Joe Doering Singles match o Impact World Championship |
| Emergence        | 12 sierpnia 2022  | Cicero, Illinois     | Cicero Stadium                | Josh Alexander (c) vs. Alex Shelley Singles match o Impact World Championship |
| Victory Road     | 23 września 2022  | Nashville, Tennessee | Skyway Studios                | Steve Maclin vs. Sami Callihan vs. Moose Three-way Barbed Wire Massacre |
| Over Drive       | 18 listopada 2022 | Louisville, Kentucky | Old Forester’s Paristown Hall | Josh Alexander (c) vs. Frankie Kazarian Singles match o Impact World Championship |

### 2023
| Gala             | Data                                           | Miejsce                      | Hala                                   | Walka wieczoru |
| ---------------- | ---------------------------------------------- | ---------------------------- | -------------------------------------- | --- |
| No Surrender     | 24 lutego 2023                                 | Sunrise Manor, Nevada        | Sam’s Town Live                        | Josh Alexander (c) vs. Rich Swann Singles match o Impact World Championship                                               |
| Sacrifice        | 24 marca 2023                                  | Windsor, Ontario, Kanada     | St. Clair College                      | Time Machine (Alex Shelley, Chris Sabin i Kushida) vs. Frankie Kazarian, Rich Swann i Steve Maclin Six-man tag team match |
| Under Siege      | 26 maja 2023                                   | London, Ontario, Kanada      | Western Fair District Agriplex         | Steve Maclin (c) vs. PCO No Disqualification match o Impact World Championship                                            |
| Against All Odds | 9 czerwca 2023                                 | Columbus, Ohio               | Ohio Expo Center and State Fairgrounds | Steve Maclin (c) vs. Alex Shelley Singles match o Impact World Championship                                               |
| Emergence        | 27 sierpnia 2023                               | Toronto, Ontario, Kanada     | Rebel Entertainment Complex            | Trinity (c) vs. Deonna Purrazzo Singles match o Impact Knockouts World Championship                                       |
| Victory Road     | 8 września 2023                                | White Plains, Nowy Jork      | Westchester County Center              | Josh Alexander vs. Steve Maclin Singles match                                                                             |
| Turning Point    | 27 października 2023 (wyemitowano 3 listopada) | Newcastle upon Tyne, Anglia  | Walker Activity Dome                   | Will Ospreay vs. Eddie Edwards Singles match                                                                              |
| Final Resolution | 9 grudnia 2023                                 | Mississauga, Ontario, Kanada | Don Kolov Arena                        | The Motor City Machine Guns (Alex Shelley i Chris Sabin) vs. Josh Alexander i Zack Sabre Jr. Tag team match               |

### 2024
| Gala             | Data              | Miejsce                          | Hala                          | Walka wieczoru |
| ---------------- | ----------------- | -------------------------------- | ----------------------------- | --- |
| No Surrender     | 23 lutego 2024    | Westwego, Luizjana               | Alario Center                 | Chris Sabin (c) vs. Mustafa Ali Singles match o TNA X Division Championship                                                                     |
| Sacrifice        | 8 marca 2024      | Windsor, Ontario, Kanada         | St. Clair College             | Moose (c) vs. Eric Young Singles match o TNA World Championship                                                                                 |
| Under Siege      | 3 maja 2024       | Albany, Nowy Jork                | Washington Avenue Armory      | "Broken" Matt Hardy i Speedball Mountain (Trent Seven i Mike Bailey) vs. The System (Moose, Brian Myers i Eddie Edwards) Six-man tag team match |
| Against All Odds | 14 czerwca 2024   | Cicero, Illinois                 | Cicero Stadium                | Moose (c) vs. "Broken" Matt Hardy Broken Rules match o TNA World Championship                                                                   |
| Emergence        | 30 sierpnia 2024  | Louisville, Kentucky             | Old Forester’s Paristown Hall | Nic Nemeth (c) vs. Josh Alexander 60-minutowy Iron man match o TNA World Championship                                                           |
| Victory Road     | 13 września 2024  | San Antonio, Teksas              | Boeing Center at Tech Point   | Nic Nemeth (c) vs. Moose Singles match o TNA World Championship                                                                                 |
| Turning Point    | 29 listopada 2024 | Winston-Salem, Karolina Północna | Benton Convention Center      | Nic Nemeth (c) vs. Eddie Edwards Singles match o TNA World Championship                                                                         |
| Final Resolution | 13 grudnia 2024   | Atlanta, Georgia                 | Center Stage                  | Nic Nemeth (c) vs. A.J. Francis Singles match o TNA World Championship                                                                          |

### 2025
| Gala             | Data             | Miejsce                   | Hala                    | Walka wieczoru |
| ---------------- | ---------------- | ------------------------- | ----------------------- | --- |
| Sacrifice        | 14 marca 2025    | El Paso, Teksas           | El Paso County Coliseum | Joe Hendry, Matt Hardy, Elijah, Leon Slater i Nic Nemeth vs. The System (Eddie Edwards, Brian Myers i JDC) i The Colons (Eddie Colón i Orlando Colón) Steel Cage 10-man tag team match |
| Unbreakable      | 17 kwietnia 2025 | Paradise, Nevada          | Cox Pavilion            | Steve Maclin vs. A. J. Francis vs. Eric Young Finał turnieju o TNA International Championship                                                                                          |
| Under Siege      | 23 maja 2025     | Brampton, Ontario, Kanada | CAA Centre              | Joe Hendry i Elijah vs. Trick Williams i Frankie Kazarian Tag team match |
| Against All Odds | 6 czerwca 2025   | Tempe, Arizona            | Mullett Arena           | Trick Williams vs. Elijah Singles match o TNA World Championship |